# Єлгован (річка)
Єлгован (вірм. Ելղովան) — мала річка, струмок протяжністю 10 км, що протікає в Котайкському марзі Вірменії. Витікає у підніжжя Ґегамського хребта і впадає як права притока у річку Акунк, яка відоситься до сточища Аракса.